# Hans Bickel (Bankmanager)
Hans Bickel (* 21. September 1907 in Fritzlar; † 20. September 1983 in Frankfurt am Main) war ein deutscher Jurist und Landesbankdirektor.

## Leben
Hans Bickel wuchs in Ihringshausen (Kreis Kassel) als Sohn von Johannes Bickel (1877–1970) und dessen Ehefrau Christina auf. Sein Vater war von 1917 bis 1945 Bürgermeister der ehemals selbstständigen Gemeinde Ihringshausen und Vorsitzender der Bauverein Ihringshausen eGmbH (Genossenschaft). Er verfasste die Orts-Chronik u. a. mit der Schilderung des Einmarsches der Amerikaner am 4. April 1945, denen er den Ort kampflos übergab. Für sein jahrzehntelanges Wirken zum Wohle Ihringshausens wurden Johannes Bickel 1952 die Ehrenbürgerrechte verliehen.
Hans Bickel legte in Kassel das Abitur ab, begann zum Sommersemester 1926 an der Georg-August-Universität Göttingen das Studium der Rechtswissenschaften und wurde dort in der Burschenschaft Hannovera aktiv, bei der Bickel, genannt „Pan“, sich im Kreise seiner Bundesbrüder insbesondere als Flötist musisch auszeichnete. Zum Sommersemester 1928 wechselte er an die Philipps-Universität Marburg. 1930 legte er das erste juristische Staatsexamen ab; während der Referendarzeit wurde er 1930 durch die Rechts- und staatswissenschaftliche Fakultät der Universität Marburg mit der Arbeit Kritische Betrachtungen zum gegenwärtigen Verfahren beim Volksentscheid zum Dr. jur. promoviert. Nach dem Assessorexamen fand er eine Stellung bei der Landeskreditkasse Kassel, die ihn 1937 zum Landesbanksyndikus beförderte. 
Während des Zweiten Weltkrieges diente er als Soldat.
Ab 1951 war er Direktionsmitglied der Landeskreditkasse Kassel. Nach Zusammenlegung der hessischen Landesbanken im Jahre 1953   wurde er Landesbankdirektor der Hessischen Landesbank – Girozentrale – in Frankfurt am Main und dort mit der Leitung der Rechtsabteilung beauftragt. Er gehörte den Verwaltungsräten der Kreditgemeinschaften der hessischen Industrie, des hessischen Handwerks sowie des hessischen Hotel- und Gaststättengewerbes an.
Darüber hinaus galt sein besonders Interesse der Aus- und Fortbildung der Mitarbeiter des Sparkassennachwuchses, was seine  umfangreiche Lehr- und Prüfungstätigkeit belegt.
Krankheitsbedingt musste er zum 1. April 1971 seine berufliche Tätigkeit beenden und in den Ruhestand treten.
Hans Bickel war verheiratet mit Edith und Vater dreier Söhne. Seiner Burschenschaft blieb Hans Bickel zeitlebens verbunden; er war lange Vorstandsmitglied des Hausbauvereins.
Bickel ist einer weiteren Öffentlichkeit als Verfasser und Herausgeber juristischer Lehr- und Fachbücher bekannt geworden.

## Veröffentlichungen
- Kritische Betrachtungen zum gegenwärtigen Verfahren beim Volksentscheid, Marburger Rechts- und staatswissenschaftliche Dissertation, Quakenbrück: 1930
- Kommentar zum Gesetz zur Sicherung von Forderungen für den Lastenausgleich[6], Stuttgart: Sparkassen-Vordruck- und Werbe-Dienst, 1949
- Legitimationsfragen im Sparkassengeschäft, begründet von Wilhelm Schaarschmidt, fortgeführt und neu bearbeitet durch Hans  Bickel von der 3. Auflage bis zur 5. Auflage, Stuttgart: Deutscher Sparkassenverlag, 1959 bzw. 1970
- Bürgerliches Recht, Stuttgart: Deutscher Sparkassenverlag, 1956; 2. neubearbeitete Auflage 1963
- Handels- und Gesellschaftsrecht unter besonderer Berücksichtigung des Bank- und Sparkassengeschäfts, Stuttgart: Deutscher  Sparkassenverlag, 1962
- Einführung in das Wertpapierrecht, Stuttgart: Deutscher Sparkassenverlag, 1966
- Grundzüge der freiwilligen Gerichtsbarkeit, Stuttgart: Deutscher Sparkassenverlag, 1971